# Christian Ditlev Reventlow (1671-1738)
 Der er flere personer med dette navn, se Christian Ditlev Reventlow (flertydig).
Christian Ditlev lensgreve Reventlow (født 21. juni 1671 i Haderslev, død 1. oktober 1738 på Tølløsegård) var en dansk officer, gehejmeråd og overpræsident i Altona.
Christian Ditlev Reventlow var søn af storkansler, greve Conrad Reventlow og Anna Margrethe Gabel.

## Uddannelse og tidlig karriere
Reventlows opdragelse synes at have været ledet med omhu; efter et kort studium ved Københavns Universitet blev han, 15 år gammel, sendt udenlands for at uddanne sig videre, især til soldat og diplomat; han sluttede sin rejse i kronprins Frederiks følge 1691-92. Allerede forinden var Reventlow lejlighedsvis blevet anvendt som overordentlig sendebud til fremmede hoffer for at overbringe lykønskninger og lignende, siden fik han mere betroede hverv, hovedsagelig var det dog den militære vej, han slog ind på. Som overtallig oberst blev han 1692 ansat ved la Forests rytterregiment ved de danske hjælpetropper i Irland; året efter gjorde han i slaget ved Steenkerke tjeneste som generaladjudant hos kong Vilhelm 3. af England. 1694-97 var han chef for Holstenske Dragonregiment, der i dette tidsrum var overladt Hertugen af Gottorp, og derefter i 17 år for Livregimentet til Hest; på samme tid stod han imidlertid også i kejserlig tjeneste, hvor han 1694 på egen bekostning hvervede et infanteriregiment og senere bl.a. kæmpede ved Rhinen under markgrev Ludvig af Baden. Hans dobbelte tjenesteforhold gjorde, at han jævnlig lå på rejse mellem København og Wien, og han kunne derfor så meget lettere anvendes til fortrolige sendelser til tyske hoffer. På gennemrejsen i Dresden afsluttede han således 1699 en hemmelig alliancetraktat om offensiv og defensiv med Sachsen-Polen mod Sverige med kong August 2. og optrådte her med så megen snildhed, at han ganske skuffede den drevne svenske diplomat Mauritz Wellingk.
Under krigen 1700 var Reventlow ved hæren i Holsten, men blev efter Freden i Traventhal samme år sendt til Karl 12. i lejren ved Rungsted for at bevæge den svenske konge til at forlade Sjælland.
Reventlow havde livet igennem et meget tæt forhold til den jævnaldrende kronprins Frederik, senere kong Frederik IV. Kongen ville endda på et tidspunkt gøre Reventlow til rigsfyrste. Forholdet var dog også kompliceret, først og fremmest på grund af Reventlows meget kritiske holdning til kongens politik.

## Den spanske Arvefølgekrig
Da der i 1701 blev sendt et hjælpekorps i sømagternes tjeneste til Nederlandene og et i Kejserens tjeneste til Italien, gik Reventlows regiment med det første, medens han selv som generalmajor af Kavaleriet blev ansat ved det andet, dog kun på papiret. I virkeligheden gjorde han tjeneste ved den kejserlige armé i Sydtyskland, stod 1703 som fører for et selvstændigt korps ved Passau og tog 1704 del i slaget ved Höchstädt, hvorom han skrev en interresant beretning til kongen. Senere, da det danske korps var sendt til Ungarn, stod Reventlow i Italien, hvor han blev hårdt såret i Slaget ved Cassano i 1705. Den berømte Prins Eugen, der i disse år var Reventlows nærmeste foresatte og læremester, nærede stor tillid til ham, og når prinsen midlertidig forlod armeen, overdrog han gentagne gange befalingen til Reventlow, der 1703 var blevet kejserlig feltmarskal-løjtnant, og derefter generalløjtnant, og avancerede i 1706 til felttøjmester. I 1707 forlod han kejserens tjeneste og udnævntes til general af infanteriet, den højeste grad Frederik IV tildelte nogen.

## Den Store Nordiske Krig
Efter Reventlow 1708-09 havde ledsaget Frederik 4. på hans berømte rejse til Italien, blev Reventlow sendt til Wien, bl.a. for at sikre Danmark kejserens velvillige neutralitet under en eventuel krig, og der fra til Dresden for at medvirke ved fornyelsen af forbundet mod Sverige. Ved hjemkomsten betroede kongen ham overkommandoen over den hær, med hvilken han ville prøve på at tage Skåne tilbage. Reventlow skønnede at de politiske og militære forhold var gunstige for en afgørelse og tilrådede ivrigt en krig med Sverige. Hans udnævnelse til leder af felttoget må anses for en rigtig disposition, men kongen unddrog ham ved sin ringe forståelse og ubeslutsomhed den nødvendige støtte.
Reventlows instruks som overgeneral gav ham temmelig frie hænder. Man kan se, at han har studeret felttoget i Skåne 1676, og han lagde sin plan til dels i overensstemmelse dermed; men de forhold, der havde betinget, at krigen dengang var begyndt så smukt, var nu ikke tilstede. Da Reventlow 12.-13. november 1709 var gået i land ved Rå, tæt syd for Helsingborg, som ikke længere var fæstning, og hvor han derfor opkastede feltforskansninger, tvang vejenes ufarbarhed ham foreløbig til at holde sig passiv. Reventlow pressede hårdt på overfor kongen om forstærkninger, men navnlig om belejringsskyts til angreb på fæstningerne Landskrona og Malmø til udvidet, sikkert rygstød, som basis for operationerne mod den fjendtlige hær. Samtidig skyndede han på for at få den norske hær til at binde en del af de fjendtlige styrker. Altsammen dog forgæves da kongen ikke viste synderlig interesse.
Midt i januar gjorde frosten ende på det dårlige føre, men på samme tid hindrede den flådens medvirken ved et angreb på de skånske kystfæstninger. Reventlow nøjedes derfor med at indeslutte Landskrona og Malmø, og med Helsingborg som eneste operationsbasis gik han med en del af sin hær lige mod Christianstad og videre til Karlshamn. Han gjorde regning på ved en besættelse af hovedvejene at kunne spærre forbindelsen mellem Skåne og det øvrige Sverige; men hertil var hans styrke meget for ringe, og det håb, han havde næret om, at generalløjtnant Tritzschler ved et indfald fra Norge skulle binde en betydelig del af den svenske hær, viste sig lige så illusorisk; begge dele burde Reventlow have indset i forvejen. Da nu Magnus Stenbock samlede en overlegen styrke i Småland, så Reventlow sin basis truet og måtte gå tilbage. Under retræten blev han heftigt syg, vistnok af gigtfeber (kilderne er uenige), og måtte 27. februar afgive kommandoen til Jørgen Rantzau. 11 dage senere led hæren ved Helsingborg det nederlag som blev afgørende for hele felttoget – Reventlow havde forgæves påpeget denne mulighed overfor kongen. Frederik 4. kvitterede ved i april at afskedige Reventlow.
Skylden for, at felttoget ikke blev iværksat på en heldigere årstid og med tilstrækkelige kræfter, var Frederik 4.'s; men overgeneralen, der havde været med til at råde kongen til alligevel at begynde krigen, bærer selvfølgelig sin store del af ansvaret. Hans ledelse af felttogets enkeltheder fortjener derimod al anerkendelse, hvad den også vandt hos hans underofficerer som dog alle var ældre end han. "Reventlows Kapacitet og Vigilence kan ikke noksom roses", skriver Rantzau til kongen, "han tager sine Mesurer med en Justice og Fermetet som faa eller ingen, saa længe jeg har været i Verden, og arbejder for sin herres interesse uden Egennytte, hvorved han animerer officererne saa vel som Generalerne til at følge hans Exempel." Han skred også direkte ind mod generalernes "egennytte" og befalede f.eks., at alle forsendelser af kornvarer og lign. fra Skåne til Danmark, om de så gik "under hans eget Navn"(!), skulle stoppes og anvendes til bedste for tropperne. Forplejningsforholdene var nemlig gennemgående mådelige, skønt Reventlow stadig ved energiske forestillinger over for kongen påviste, hvor skadeligt dette var for disciplinen.
I lang tid var Reventlow legemligt og åndeligt nedbrudt, og han kom ikke igen til at kommandere hæren. Derimod fik han i efteråret 1712 på ny overdraget et vigtigt militær-diplomatisk hverv, i det han under felttoget mod Stenbock var akkrediteret ved Zar Peters og kong August 2.'s hovedkvarter. Da zaren efter Slaget ved Gadebusch (20. december) viste tilbøjelighed til at vende hjem til Rusland, lykkedes det Reventlow ved sin yderst skarpe og djærve optræden at få ham fra denne desertion, og understøttet af F.J. Dewitz, der med en betydelig dansk rytterstyrke forenede sig med den russisk-sachsiske hær, formåede han zaren til at følge efter svenskerne ind i Holsten.

## Altonas genopbygning
Undervejs havde Stenbock begået den vandalisme at afbrænde den åbne by Altona, og for at få denne bragt på fode igen var der så meget større trang til en kraftig hånd, som Magistraten ved at flygte bort inden fjendens ankomst havde godtgjort sin evne- og viljeløshed. I marts 1713 udnævnte Kongen derfor Reventlow til overpræsident i Altona med så at sige diktatorisk myndighed. I forholdsvis kort tid fik han byen rejst, smukkere og regelmæssigere end forhen; men også i andre retninger nævnes han som "restitutor urbis". Magistratens uduelige og, som det viste sig, uredelige styrelse havde bragt byens finanser i største uorden og fremelsket al slags demoralisation hos det menige borgerskab. Reventlow bragte imidlertid snart bedre tilstande til veje og traf på "Politiets og Kommerciens" områder mange foranstaltninger til byens opkomst. Det er dog først eftertiden, der ret har anerkendt dette; ved den noget summariske måde, hvorpå Reventlow iværksatte reformerne, stødte han an mod mange småinteresser, og som naboer til den frie hansestad følte Altonas borgere sig vel også særlig krænkede ved, at Reventlow, da de gamle borgmestre var afsatte, i hele sin embedstid ikke lod vælge nye. En stadig kilde til misfornøjelse var desuden det endnu bestående såkaldte "Reventlow-Stift", der efter sunde og fremskredne principper skulle være centralorgan for byens hele fattigforsørgelse; af de med oprettelsen af stiftelsen, hvortil hørte vajsenhus og kirke, forbundne omkostninger havde Reventlow af egne midler tilskudt en del, men langtfra alt, og det var derfor unægtelig et overgreb, at han i fundatsen forbeholdt sig og sine efterkommere bestyrelsen i al fremtid. Over for Hamborg, der jo bestandig stod i spændt forhold til den danske krone, hævdede Reventlow kraftig, men undertiden ret hårdhændet, dennes rettigheder; engang lod han således de ledninger, der fra holstensk grund førte drikkevand til staden, skære over.

## Reventlows øvrige stillinger
Reventlow var landråd i Slesvig og Holsten og havde, så at sige på vuggen, fået ekspektance på faderens embeder som overjægermester og som amtmand i Haderslev. Stillingen som overjægermester betød at han havde hele det danske skov- og jagtvæsen under sig, hvilket han omfattede med megen interesse. Bl.a. arbejdede han ivrigt på at få en del af de trykkende brændedeputater ombyttede med tørv, og han søgte i det hele at bevare skovene gennem fredning og formindskelse af hugsten; derimod har han næppe tilstrækkelig haft blik for nødvendigheden af at indføre en ny driftsmåde med regelmæssige samlede foryngelser, hvilket 1721-22 blev forsøgt under ledelse af en over-skov- og vandinspektør François Brice Vuillot eller Vaillot.
Som deltager i "Den store votering" 1718 afgav Reventlow et af de udførligste, bedst affattede og mest udtømmende indlæg hvori han på grundlag af den gode hær og de gunstige militær-politiske forhold bestemt rådede til med våbenmagt at fremtvinge afslutningen af den langvarige krig med Sverige. Samtidig fremsatte han en ret skarp kritik af kongen som politiker.
På baggrund af Reventlows erfaringer fra Altona 16 år før, tildelte Frederik 4. 1729 ham hvervet som overdirektør for bygningskommisionen efter den store ildebrand 1728 da den kommission der var nedsat for at lede Københavns genopbyggelse, ikke arbejdede effektivt nok. Uagtet Reventlow også her havde sammenstød både med offentlige myndigheder og private, vandt han dog i længden påskønnelse for den dygtighed, iver og uegennyttighed, hvormed han løste opgaven.
Til hoffet var Reventlow selvfølgelig nøje knyttet. Christian 5. havde stået fadder til ham og trolovet ham med sin datter Anna Christiane Gyldenløve (død 1689); han havde 1698 skænket ham kammerherrenøglen og det hvide bånd. Til Frederik 4., der 1707 gjorde ham til gehejmeråd og Elefantridder, stod han som jævnaldrende i endnu nærmere forhold; men da kongen 1712 lod sig vie til venstre hånd til hans søster Anna Sophie Reventlow, gav Reventlow, i modsætning til den ældre søster og hendes mand Ulrik Adolph Holstein, ret uforbeholdent sin misstemning til kende over dette tvetydige forhold.
Han sluttede sig nøje til kongens søskende, der dannede en slags opposition, og både han og hans hustru modtoge fra dronning Louise beviser på hendes påskønnelse af deres holdning i denne sag. 1719 tog Reventlow dog imod udnævnelse til overkammerherre, og da Anna Sophie 1721 blev kongens retmæssige gemalinde og landets dronning, synes broderen, der i 9 år ikke havde villet se hende, at have ladet sine skrupler falde. Dette havde dog sikkert også sammenhæng med, at søsteren nu var officielt anerkendt i sin stilling, og ikke på samme måde risikerede at falde fra kongens gunst. Reventlow skal den gang have håbet på at blive medlem af konseillet og storkansler, men den mindre betydelige Holstein, hvem han hadede "souverainement", blev ham foretrukken.
Ved tronskiftet 1730 hørte Reventlow derfor på ingen måde til dem, der stod enkedronningen nærmest, men Christian 6. nærede dog uvilje mod ham og fratog ham det indbringende overjægermesterembede. 1732 gik han også af fra posten som overpræsident, den han imidlertid havde varetaget uden løn. Anledningen var nærmest fattigstiftelsen, hvis fundats det nu efter en langvarig proces lykkedes altonaerne at få ændret.

## Storgodsejeren
Reventlow var vel for sin tid landets største godsejer. Efter sin fader arvede han bl.a. Grevskabet Reventlow (Sandbjerg) i Sundeved. Selv erigerede han Grevskabet Christiansborg (senere omdøbt til Christianssæde) på Lolland og Stamhusene Frisenvold og Krenkerup, der senere (det førstnævnte substitueret med gods på Lolland) kom til at danne Grevskabet Hardenberg. Baroniet Brahetrolleborg, der var hjemfaldet til kronen, gav kongen ham som len 1722. Af ikke båndlagte godser ejede han Tølløsegård på Sjælland, Sehested i Slesvig og Bothkamp i Holsten; om det sidste gods førte han og hans hustru en bitter strid med hendes broder, grev Cai Lorents Brockdorff; det blev senere solgt. Også andre af godserne havde han fået ved sit giftermål (i sommeren 1700) med Benedicte Margrethe f. Brockdorff (1678 – 7. juni 1739 på Tølløsegård, hvor også Reventlow selv var død 1. oktober 1738). Hun var enke efter den rige kammerjunker Jørgen Skeel til Gammel Estrup, Krenkerup m.m. og datter af oberst Cai Brockdorff til Bothkamp. I modsætning til Reventlow, der skildres som en kærlig og omhyggelig fader, har hun ikke efterladt sig noget godt navn hos sine efterkommere. Hendes hovedfejl var en umættelig gerrighed, der ikke engang lod hende anvende det tilbørlige på sønnernes opdragelse. Hun indlod sig i alle hånde spekulationer og kunne herved være ret hensynsløs i valget af sine midler. Som et bevis på, hvor ilde anset hun var, må også nævnes rygtet om, at hun i felttoget 1709-10 skulle have beriget sig ved leverancer til den hær, som hendes mand kommanderede. Dette kan ikke godt være bogstavelig rigtigt; men det tidligere omtalte forbud, som Reventlow nedlagde mod udførsel fra Skåne, om det så skete under hans eget navn, kan tyde på, at hun på anden måde har skaffet sig ulovlig fordel. Når grevinden ved sin havesyge har sat en plet også på Reventlows navn, synes det derfor at have været, fordi "det var hende og ikke ham, der regerede i Huset", og Reventlow måtte ligeledes på andre måder undgælde herfor. Ved at stifte partier for deres børn uden kongens samtykke forøgede hun således Christian 6.'s uvilje imod ham. Men ved siden heraf må det ikke glemmes, at den kloge og energiske dame var sin mand en trofast og opofrende hustru i alle livets forhold, en uvurderlig støtte ved styrelsen af de store godser, der hovedsagelig synes at have hvilet i hendes hænder.